# Меркисон (Тексас)
Меркисон (енгл. Murchison) град је у америчкој савезној држави Тексас. По попису становништва из 2010. у њему је живело 594 становника.

## Демографија
Према попису становништва из 2010. у граду је живело 594 становника, што је 2 (0,3%) становника више него 2000. године.
| Група             | 2000.       | 2010.       |
| Белци             | 548 (92,6%) | 519 (87,4%) |
| Афроамериканци    | 1 (0,2%)    | 11 (1,9%)   |
| Азијати           | 1 (0,2%)    | 0 (0,0%)    |
| Хиспаноамериканци | 36 (6,1%)   | 63 (10,6%)  |
| Укупно            | 592         | 594         |